# Tatvan

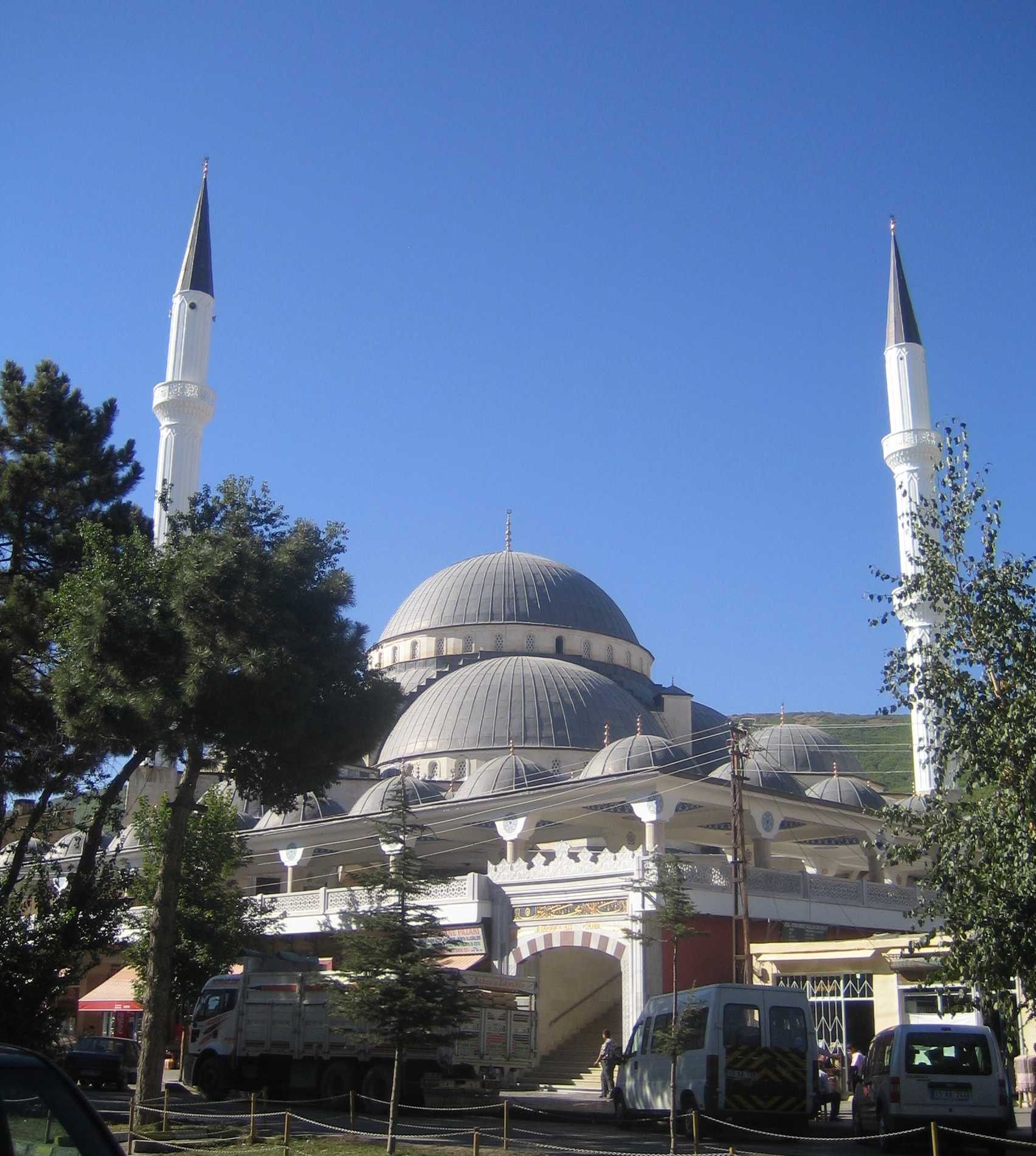
Meczet w Tatvan

Tatvan – miasto w Turcji w prowincji Bitlis, port śródlądowy nad jeziorem Van.
Według danych na rok 2000 miasto zamieszkiwało 66 748 osób.